# Мелас (син на Антас)
Вижте пояснителната страница за други значения на Мелас.
Мелас или Мел (на старогръцки: Μελας, Melas) в гръцката митология е син на Антас от Гонуса при Сикион.
Той помага на дорийците на Алет при завоюването на Коринт. Заради фалшиво разбиране на предсказанието на оракула, Алет изгонва Мелас от страната. По-късно Алет осъзнава грешката си и оставя Мелас да живее в Коринт.